# Pseudoclanis rhadamistus
Pseudoclanis rhadamistus är en fjärilsart som beskrevs av Jean Baptiste Boisduval 1875. Pseudoclanis rhadamistus ingår i släktet Pseudoclanis och familjen svärmare. Inga underarter finns listade i Catalogue of Life.